# Aleksandr Litvinov
Aleksandr Ivanovitj Litvinov (ryska: Александр Иванович Литвинов), född 22 augusti 1853, död 1932, var en rysk militär.
Litvinov blev officer vid kavalleriet 1873, deltog i rysk-turkiska kriget 1877–78, blev överste 1889, regementschef 1896, generallöjtnant 1905 och chef för första kavalleridivisionen 1906. År 1911 blev han general av kavalleriet och chef för femte armékåren (Voronezj).
Under första världskriget förde Litvinov sin armékår, i södra Polen och Galizien, till i november 1914, då han, efter Paul von Rennenkampf, övertog befälet över första armén, som han förde först i norra Polen och därefter (från augusti 1915) i Litauen. I april 1917 avgick han som arméchef.